# Delicious Party Pretty Cure
 (juillet 2022).
Si vous disposez d'ouvrages ou d'articles de référence ou si vous connaissez des sites web de qualité traitant du thème abordé ici, merci de compléter l'article en donnant les références utiles à sa vérifiabilité et en les liant à la section « Notes et références ».
Delicious Party♡Pretty Cure (デリシャスパーティ♡プリキュア, Derishasupāti ♡ Purikyua) est une série télévisée animée japonaise de magical girl produite par Toei Animation, présentée comme le dix-neuvième série de la franchise Pretty Cure.

## Personnages
| Transformation Cures             | Première transformation (épisode) | Véritable identité | Voix originale | Fée               | Fée               | Objet de transformation |
| -------------------------------- | --------------------------------- | ------------------ | -------------- | ----------------- | ----------------- | ----------------------- |
| Cure Precious (キュアプレシャス) | 1                                 | Yui Nagomi         | Hana Hishikawa | Kome-Kome         | Kome-Kome         | Heart Cure Watch        |
| Cure Spicy (キュアスパイシー)    | 4                                 | Kokone Fuwa        | Risa Shimizu   | Pam-Pam           | Pam-Pam           | Heart Cure Watch        |
| Cure Yum-Yum (キュアヤムヤム)    | 7                                 | Ran Hanami         | Yuka Iguchi    | Mem-Mem           | Mem-Mem           | Heart Cure Watch        |
| Cure Finale (キュアフィナーレ)   | 18                                | Amane Kasai        | Ai Kayano      | Parfait Recipeppi | Parfait Recipeppi | Heart Fruit Pendant     |

## Production
Le 18 octobre 2021, le bureau des brevets du Japon révèle le dépôt d'une licence et d'un logo pour le titre Delicous Party♡Precure, par Toei Animation .